# Work It (Lied)
Work It ist ein Lied der US-amerikanischen Rapperin Missy Elliott. Der Song ist die erste Singleauskopplung ihres vierten Studioalbums Under Construction und wurde am 16. September 2002 veröffentlicht.

## Hintergrund
Der Song wurde von Missy Elliott und Timbaland geschrieben und produziert. Er enthält Samples der Titel Peter Piper von Run-DMC und Heart of Glass von Blondie.
Work It wurde Ende 2002 als erste Single des Albums veröffentlicht und erreichte am 16. November 2002 Platz 2 der Billboard Hot 100; diese Position hielt der Titel für zehn Wochen. Damit gilt Work It, neben dem Foreigner-Hit Waiting for a Girl Like You von 1981, als der Titel, der am längsten auf Platz 2 der Billboard Hot 100 verweilte, ohne jemals die Top-Position zu erreichen. Bei den Hot R&B/Hip-Hop Songs war der Titel hingegen für fünf Wochen Spitzenreiter. Work It ist damit Missy Elliotts erfolgreichste Single in den USA.
Zusammen mit dem Rapper 50 Cent wurde eine Remixversion eingespielt, die ebenfalls auf dem Album Under Construction enthalten ist.

## Inhalt
Ein Teil der Liedtexte haben sexuelle Zweideutigkeiten, die in einer spielerischen funkyness dargebracht werden („Love the way my ass go bum-bump-bum-bump-bump / Keep your eyes on my bum-bump-bum-bump-bump/And think you can handle this badonk-a-donk-donk“). Auch wird das hörbare „Elefanten-Trompeten“ niemals erklärt.
Während der Refrains wird der Text „I put my thing down, flip it, and reverse it“ kurzzeitig rückwärts gespielt, das wird durch die Texte „Listen up close while I take you backwards“ und „Watch the way Missy like to take it backwards“ deutlicher. Diesen Rückwärts-Effekt benutzte Missy in den folgenden Jahren öfters für ihre Produktionen.

## Musikvideo
In dem Video haben Timbaland, Eve, Tweet, Halle Berry und Alyson Stoner kurze Auftritte. Die Regie führte Dave Meyers. Das Video erinnert mit Hilfe von Airbrush-Bildern auf einer Motorhaube an Aaliyah († 2001) und Lisa „Left Eye“ Lopes († 2002). Bei den MTV Video Music Awards 2003 wurde es als bestes Video des Jahres ausgezeichnet.

## Kommerzieller Erfolg

### Chartplatzierungen
| ChartsChartplatzierungen       | Höchstplatzierung | Wochen |
| ------------------------------ | ----------------- | ------ |
| Deutschland (GfK)              | 32 (9 Wo.)        | 9      |
| Schweiz (IFPI)                 | 14 (16 Wo.)       | 16     |
| Vereinigte Staaten (Billboard) | 2 (26 Wo.)        | 26     |
| Vereinigtes Königreich (OCC)   | 6 (10 Wo.)        | 10     |

| ChartsJahrescharts (2002)      | Platzierung |
| ------------------------------ | ----------- |
| Vereinigte Staaten (Billboard) | 54          |

| ChartsJahrescharts (2000–2009) | Platzierung |
| ------------------------------ | ----------- |
| Vereinigte Staaten (Billboard) | 96          |

### Auszeichnungen für Musikverkäufe
| Land/Region                  | Auszeichnungen für Musikverkäufe (Land/Region, Auszeichnung, Verkäufe) | Verkäufe  |
| ---------------------------- | ---------------------------------------------------------------------- | --------- |
| Australien (ARIA)            | Gold                                                                   | 35.000    |
| Neuseeland (RMNZ)            | 2× Platin                                                              | 60.000    |
| Vereinigte Staaten (RIAA)    | 3× Platin                                                              | 3.000.000 |
| Vereinigtes Königreich (BPI) | Platin                                                                 | 600.000   |
| Insgesamt                    | 1× Gold · 6× Platin ·                                                  | 3.695.000 |